# Xiamenia
Xiamenia es un género de bacterias grampositivas de la familia Eggerthellaceae. Actualmente contiene una sola especie descrita: Xiamenia xianingshaonis. Fue descrito en el año 2022. Su etimología hace referencia a la ciudad de Xiamen, China. El nombre de la especie hace referencia al profesor Ningshao Xia, de la Universidad de Xiamen. Es anaerobia estricta e inmóvil. Tiene un tamaño de 0,42-0,53 μm de ancho por 0,78-1,42 μm de largo. Catalasa y oxidasa negativas. Forma colonias blancas, brillantes, circulares y elevadas tras 5 días de incubación. Temperatura de crecimiento entre 10-42 °C, óptima de 37 °C. Crece bien en agar sangre, BHI y LB, débilmente en TSA y WCAA. No crece en agar R2A, CA, MB, NA ni MCA. Tiene un contenido de G+C de 63%. Se ha aislado del intestino de una marmota (Marmota himalayana). 